# Marvin Anderson
Marvin Anderson, född den 12 maj 1982 i Trelawny, är en jamaicansk friidrottare som tävlar på 100- och 200 meter.
Anderson deltog vid VM 2007 i Osaka där han tävlade på 200 meter och slutade sexa i finalen på tiden 20,06. Han ingick även i stafettlaget på 4 x 100 meter som blev silvermedaljörer efter USA. 
Vid Olympiska sommarspelen 2008 blev han trea i sitt kvalheat på 200 meter men skadade sig i kvartsfinalen och kom aldrig i mål.